# José Luiz Guidotti
José Luiz Guidotti (Limeira, 28 de setembro de 1941 - Piracicaba, 12 de junho de 2007) foi um escritor, árbitro de futebol e político brasileiro.

Filho de Luiz Guidotti e Diva Ragazzo Guidotti, foi vereador em Piracicaba na legislatura 1964-1968 e oficial de gabinete do Governador do Estado de São Paulo Dr. Adhemar de Barros.
Também se destacou como árbitro de futebol, jornalista, navegador e escritor, estreando como árbitro auxiliar em 1972 em uma partida do Campeonato Paulista modalidade Dente de Leite. Em 1977, atuou na Divisão Especial e em 1978 passou a integrar o Quadro Nacional da CBF, onde permaneceu por 8 anos.
Em 1973 ministrou o primeiro curso para árbitros pela Associação Profissional de Árbitros do Etado de São Paulo, órgão que deu origem ao Sindicato dos Árbitros de Futebol do Estado de São Paulo. Guidotti ministrou mais de 50 cursos.
Formou-se em Relações Humanas pela UNIMEP e em Liderança e Relações Humanas pela faculdade de Ciências Econômicas de Bauru. Cursou, também, Direito Esportivo na PUC de Campinas.
Em 1993 obteve a licença de Mestre Amador pela Marinha do Brasil. Em 1990, em companhia do filho Luciano, partiu de Piracicaba em um barco de alumínio, o Verinha I, e depois de 33 dias de viagem chegou a Montevidéu, no Uruguai. Em 1991 navegou o Rio Piracicaba desde sua nascente em Americana até sua foz na Represa de Santa Maria da Serra, onde o Rio Piracicaba desmboca no Rio Tietê. Em 1992 foi a vez da navegação do Rio Tietê. Em 1994 navegou de Piracicaba à São Simão, estado de Goiás. Em 1995 fez o trajeto do Cone Sul, aportando em Puerto Iguazú na Argentina.
Em 1997 navegou pelo Rio Paraíba do Sul e em 1998, saindo de Barra do Garças no Mato Grosso do Sul chegou à Belém do Pará nagegando pelo Rio Araguaia. Em 2000, partiu de Piracicaba e, percorrendo 3.300 km em 25dias, chegou a Buenos Aires. Nesta viagem, seu desempenho emocionou os argentinos, que lhe outorgaram o título de "Maior Navegador Fluvial do Mundo".
Guidotti também colecionou honrarias e integrava o Instituto Histórico e Geográfico de Piracicaba. Ocupou a cadeira 21 na Academia Piracicabana de Letras, além de ser o patrono da cadeira no. 39. Foi presidente do Tribunal de Justiça Desportiva de Piracicaba.